# Moji (Kitakiusiu)
Moji (jap. 門司区 Moji-ku) – jedna z siedmiu dzielnic Kitakiusiu, miasta w prefekturze Fukuoka.
Kitakiusiu powstało 10 lutego 1963 roku w wyniku połączenia 5 miast, w tym Moji, które zostało jedną z dzielnic miasta.
Położona jest w północno-wschodniej części miasta. Graniczy z dzielnicami Kokuraminami i Kokurakita oraz miastem Shimonoseki (granica morska). 